# Montceaux-Ragny
Montceaux-Ragny település Franciaországban, Saône-et-Loire megyében. Lakosainak száma 31 fő (2022. január 1.). Montceaux-Ragny Laives, Jugy, Nanton és Sennecey-le-Grand községekkel határos.

## Népesség
A település népességének változása:
| Lakosok száma | 33   | 32   | 36   | 31   | 31   | 31   | 31   | 31   | 31   |
|               | 2013 | 2015 | 2016 | 2017 | 2018 | 2019 | 2020 | 2021 | 2022 |